# Alinéa (enseigne)
Pour les articles homonymes, voir Alinéa (homonymie).
alinea est une marque et une entreprise commerciale française de décoration et d'ameublement appartenant aux actionnaires de l'association familiale Mulliez (AFM).

## Histoire
L’enseigne spécialisée en ameublement et décoration est créée le 29 juin 1988 à Avignon. Le premier magasin a ouvert en novembre 1989 à Avignon-Le Pontet.
L'activité avait comme support juridique l'actuelle société Aline Immo (Rcs 345 197 552).

### Ouverture de magasins
Avec un magasin de 1989 à 1996, alinea démarre son expansion à partir de 1997 avec l'ouverture d'un deuxième magasin à Montpellier, puis un troisième à Aubagne où s'installe alors le siège.
En 2015, alinea, avec 26 magasins, atteint un chiffre d'affaires de 520 millions d'euros contre 504 en 2014. En décembre 2016, Philippe Detavernier, directeur depuis 2011, cède sa place à Alexis Mulliez
En avril 2017, le rapport Auchan met au jour l'importance des pertes, s'élevant à 176 millions d'euros de 2012 à 2017, soit près de 30 millions par an.
En octobre 2017, la famille Mulliez détache Alinea du groupe Auchan et une nouvelle société est créée avec toujours son siège à Aubagne,. Alinea commence alors une mue profonde avec une nouvelle plateforme de marque.

### Redressement judiciaire en 2020 et reprise par la famille Mulliez
Le 16 mai 2020, son directeur Alexis Mulliez annonce avoir déclaré l'état de cessation de paiement de l'entreprise. L'enseigne est donc placée en redressement judiciaire par le tribunal de commerce de Marseille après n'avoir réussi à sauver que 15 % de son chiffre d'affaires au cours des deux mois de confinement,. La fin de la période d'observation est fixée au 13 novembre 2020.
Fin août 2020, la reprise d'Alinea ne souffre plus d'aucun suspens puisque l'offre de reprise qui devrait être retenue est portée par les dirigeants actuels, la famille Mulliez à travers l'entreprise Neomarché. Grâce à une nouvelle loi intervenue en contexte de Covid-19, des dirigeants ayant déposé le bilan d'une entreprise peuvent de nouveau diriger cette entreprise. L'offre de la famille Mulliez prévoit toutefois la fermeture de grands nombres de magasins pour n'en conserver que neuf, essentiellement dans le Sud de la France. Au total, seuls 900 des 1974 employés sauveraient leur place. Pour une partie des non-conservés, des propositions de reclassement devraient être proposées pour intégrer le Groupe Auchan, qui appartient aussi à la famille Mulliez. En septembre 2020, l'offre de reprise de la famille Mulliez – via Neomarché – est retenue. Le texte prévoit également l'effacement des dettes. Les syndicats et certains élus considèrent que le texte permet à des actionnaires d'apurer leur passif à bon compte avant de repartir. En effet, les 26 magasins étaient déficitaires depuis plusieurs années : 30 millions d'euros de pertes par an de 2012 à 2017, selon un rapport interne.

### Renouvellement de l'offre et relocalisation
Dès septembre 2020, Alinea poursuit et accélère sa transformation commencée en 2018, notamment en renouvelant profondément son offre, axée sur la relocalisation des productions en France, en Europe et sur le bassin méditerranéen, conformément à sa volonté d'incarner la marque française déco au caractère méditerranéen.
En mai 2022, la direction d'Alinea annonce viser un retour à la rentabilité dès 2023 et signe désormais "alinea - La maison française".
En septembre 2022, Alinea renoue avec les ouvertures à Villefranche-sur-Saône, puis au Havre en mai 2023.

## Activité, rentabilité, effectif
|                                           | 2014  | 2015  | 2016  | 2017  | 2018  | 2019 |
| ----------------------------------------- | ----- | ----- | ----- | ----- | ----- | ---- |
| Chiffre d'affaires en millions d'euros    | 427   | 418   | 409   | 376   | 273   |      |
| Résultat net en millions d'euros (+ ou -) | - 26  | - 19  | - 34  | - 32  | - 67  |      |
| Effectif moyen annuel                     | 2 535 | 2 444 | 2 452 | 2 412 | 2 213 |      |

## Implantations
En avril 2025, la marque Alinea compte 35 magasins en France métropolitaine : Aubagne, Avignon, Cabriès, Clermont-Ferrand, Montpellier, Toulon, Annemasse, Grenoble, Lyon, Metz, Mâcon, Nancy, Reims, Beauvais, Caen, Creil, Le Havre, Lille, Chambourcy, Mantes-la-Jolie, Massy, Melun, Herblay, Rosny-sous-Bois (Domus), Sainte Geneviève-des-Bois, Angers, Arcachon, Bayonne, Bordeaux-Bègles, Bordeaux-Mérignac, La Rochelle, Limoges, Orléans, Toulouse-Blagnac et Tours.
| \| Annemasse · Grenoble · Aubagne · Avignon · Montpellier · Villefranche-sur-Saône · Mâcon · Nancy · Beauvais · Creil · Le Havre · Mantes-la-Jolie · Herblay-sur-Seine · Paris Saint-Germain-des-Prés · Arcachon · Mérignac · Limoges · Toulouse \| Localisation des magasins Alinea, en janvier 2024. |
| Annemasse · Grenoble · Aubagne · Avignon · Montpellier · Villefranche-sur-Saône · Mâcon · Nancy · Beauvais · Creil · Le Havre · Mantes-la-Jolie · Herblay-sur-Seine · Paris Saint-Germain-des-Prés · Arcachon · Mérignac · Limoges · Toulouse                                                          |

## Logos

Logo d'alinea de 1998 à 2014.
Logo d'alinea de 2014 à 2018.
Logo d'alinea depuis 2018.